# Península de Mangyshlak
La península de Mangyshlak o Mangghyshlaq (en kazajo: Маңғыстау түбегі; en ruso: Мангышлак) es una destacada península del mar Caspio, localizada en Kazajistán occidental. Administrativamente la península pertenece a la provincia de Mangystau y la ciudad más grande es la capital Aktau (anteriormente llamada Shevchenko).